# Amalia Nieto
Amalia Nieto (3 tháng 8 năm 1907 - 7 tháng 2 năm 2003) là một họa sĩ, thợ khắc và nhà điêu khắc người Uruguay với một sự nghiệp lâu dài. Cô là thành viên của Hiệp hội nghệ thuật xây dựng do Joaquín Torres-García lãnh đạo và người tạo ra phong cách của riêng cô nổi bật trong nghệ thuật của thế kỷ 20 của Uruguay.

## Tiểu sử
Là con gái của Ángela Perichón và nhà tiên phong phẫu thuật tim Tiến sĩ Manuel Benito Nieto, Amalia Nieto là người con thứ hai trong ba đứa con của gia đình.
Năm 1925, cô gia nhập vào Círculo de Bellas Artes và bắt đầu vẽ tranh với Domingo Bazzurro. Năm 1929, cô đi du lịch đến Paris, nơi cô đã dành ba năm học tại Grande Chaumière với Othon Friesz và tại Học viện André Lhote. Cô cũng tham dự một khóa học trong lịch sử nghệ thuật tại Sorbonne. Năm 1923, cô đến thăm Pedro Figari tại xưởng vẽ ở Paris của anh và cho anh xem một số bức tranh của cô. Khi trở về Uruguay, cô đã tổ chức triển lãm cá nhân đầu tiên.
Năm 1934, Nieto tham gia Torres García Workshop, và năm sau cô tham gia thành lập Hiệp hội Nghệ thuật Xây dựng.
Cô thường lui tới các buổi âm nhạc tại nhà quê của triết gia Carlos Vaz Ferreira và các tertulias bận rộn tại nhà của Alfredo và Esther de Cáceres, nơi cô gặp nhạc sĩ kiêm nhà văn Felisberto Hernández, người mà cô kết hôn năm 1937. Năm sau, cô con gái Ana María chào đời. Mối quan hệ của cô với Felisberto trong các chuyến lưu diễn của anh ấy bao gồm hơn 100 chữ cái được vẽ bằng hình vẽ và màu nước của Amalia, bản phác thảo cho poster của Recrinska của Stravinsky. Mối quan hệ với Felisberto đã không có kết quả, và họ đã ly dị vào năm 1943. Sau khi tách ra, Amalia cắt ra các bản vẽ của các chữ cái và đóng khung chúng. Chúng được giới thiệu trong một triển lãm nhân học năm 2008 